# フルトヴェングラー氷河

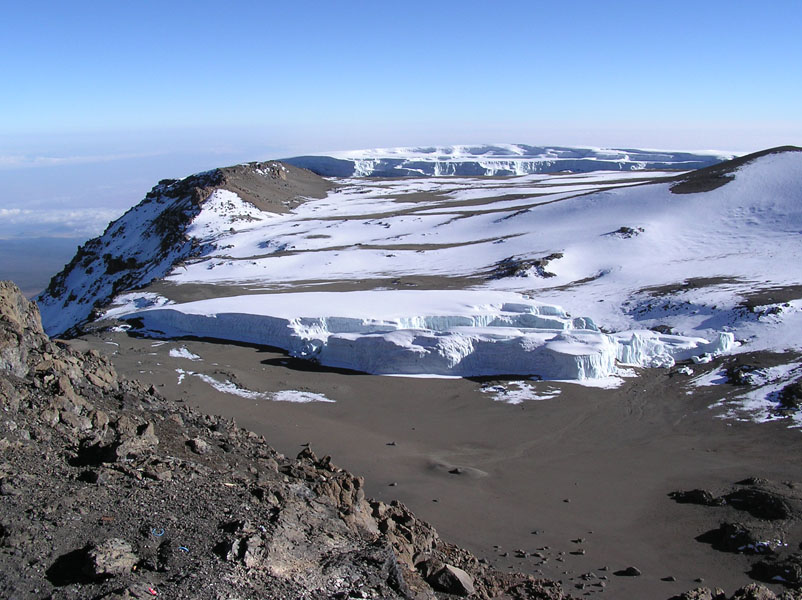
2003年8月のフルトヴェングラー氷河

フルトヴェングラー氷河（フルトヴェングラーひょうが）はタンザニアのキリマンジャロ連峰の最高地点付近にある氷河で、かつてキリマンジャロを覆っていた氷帽の一部。1912年に頂上から世界初のスキーによる滑降に成功したドイツの登山家、ワルター・フルトヴェングラーに因んで名づけられた。
1979年から2007年までに、氷河の表面積は113,000m²から35,000m²まで縮小した。これは69%の消失に相当する。2006年、学術調査により氷河の中央付近に巨大な穴が空いているのが見つかった。その時点で氷河の厚みはわずかに6メートル程度。この穴は次第に拡大し、氷河は二つに割れた。そのうち、小さい方の片割れは2018年に消滅し、残された大きい方も11,000m²まで縮小した。